# أشلي لورانس (موزع)
أشلي لورانس (بالإنجليزية: Ashley Lawrence)‏ هو موزع نيوزيلندي، ولد في 5 يونيو 1934، وتوفي في 7 مايو 1990.

## وصلات خارجية
- أشلي لورانس على موقع ميوزك برينز (الإنجليزية)